# Октябрьский (Комсомольский район, Хабаровский край)
Октя́брьский — посёлок в Комсомольском районе Хабаровского края. Межселенная территория.

## География
Расположен в центральной части региона, в правобережной пойме нижнего течения реки Амур, у реки Мачтовая и её притока Бимика.
Относится к местностям, приравненным к районам Крайнего Севера.

## Население
| 2002 | 2010 | 2011 | 2012 | 2021 |
| ---- | ---- | ---- | ---- | ---- |
| 14   | ↘2   | →2   | ↘1   | ↘0   |

## Транспорт
Возле посёлка проходит автодорога 08А-10 «Селихино — Николаевск-на-Амуре».